# Кремлёвская улица (Владимир)
Кремлёвская улица — короткая, около 300 м, улица в историческом центре города Владимир. Проходит от Большой Московской улицы до улицы Воровского.

## История

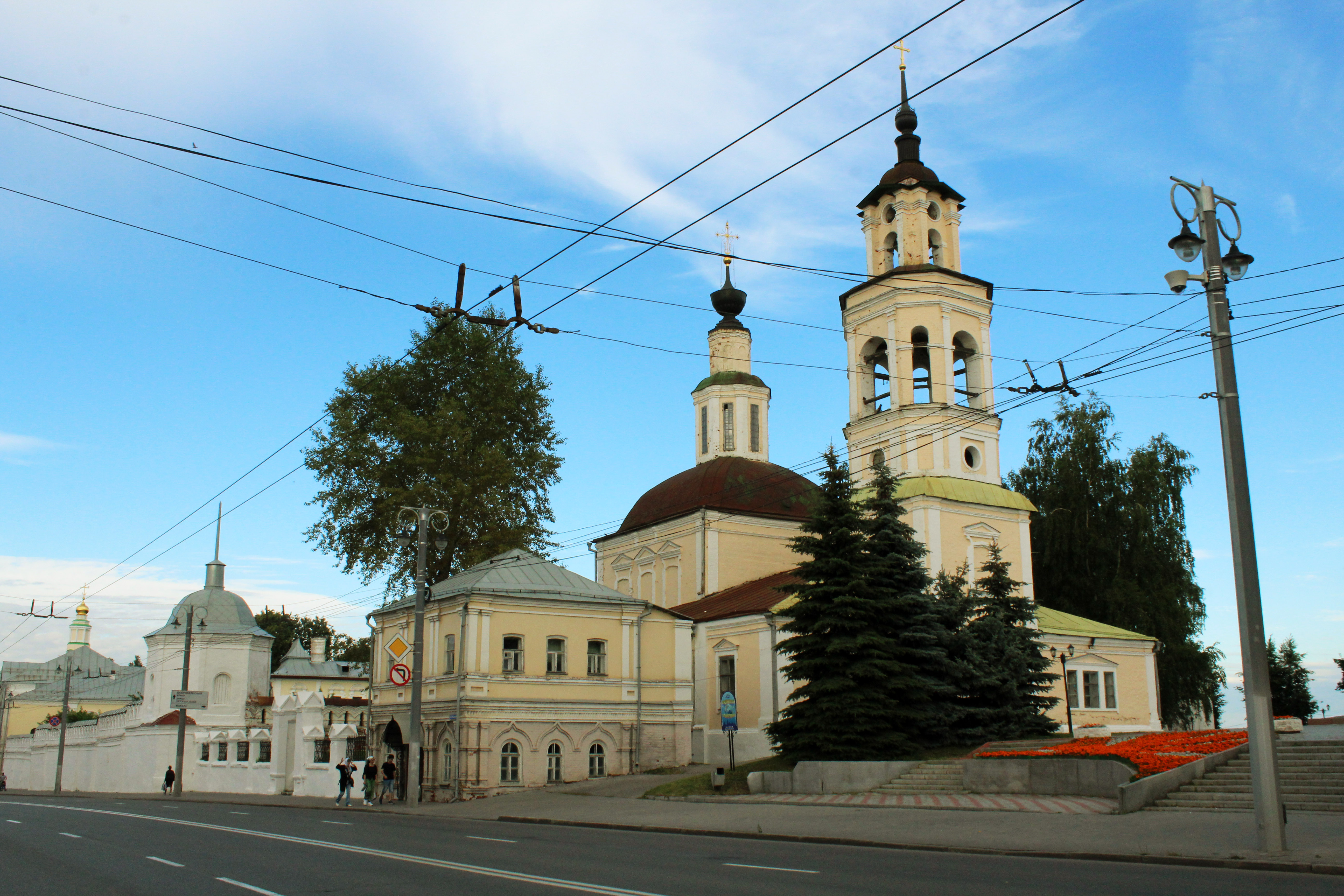
Церковь Св. Николая, вид с улицы Большой Московской

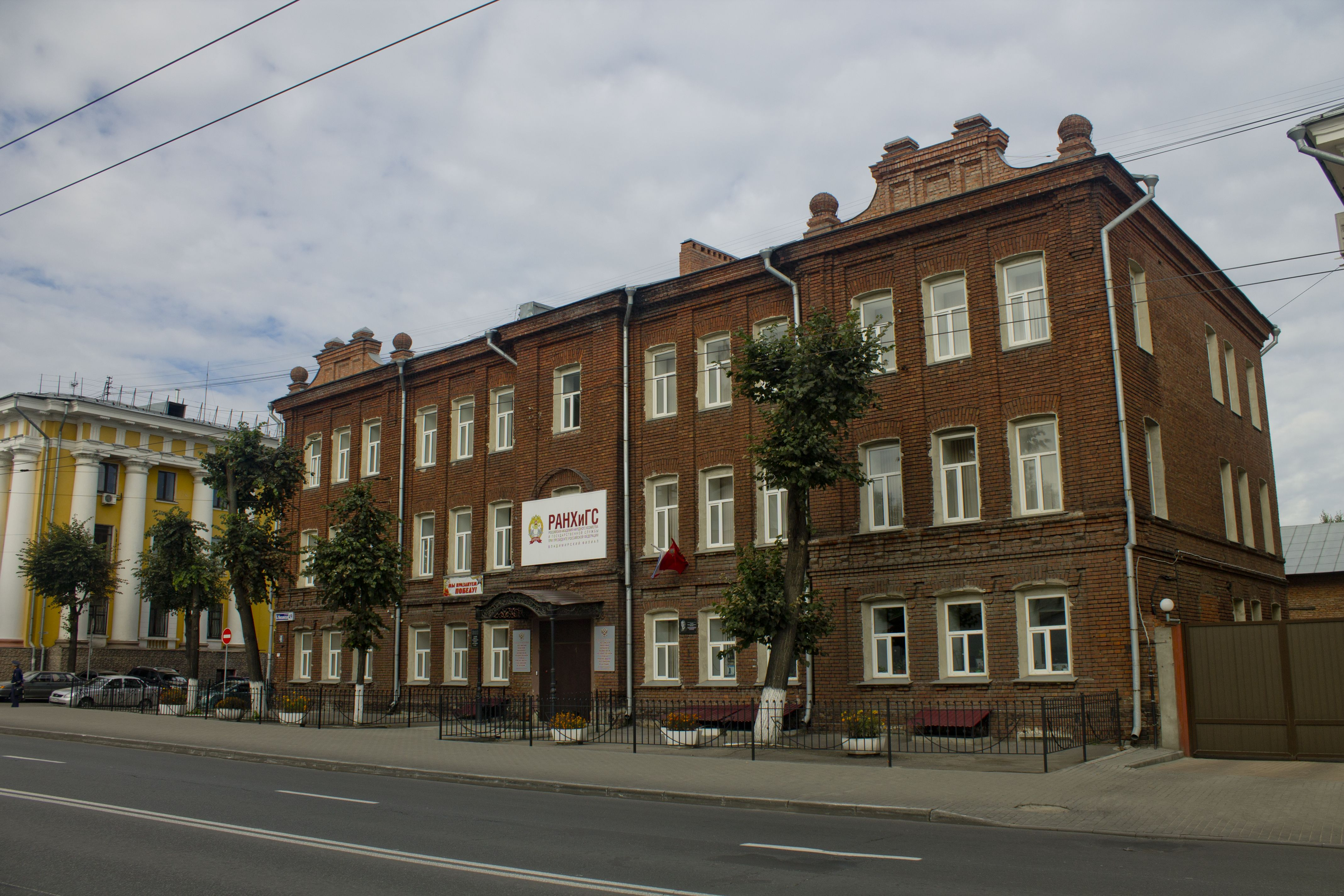
Бывший Мариинский приют

Историческое название — Николо-Кремлёвская — по имени близ расположенной Никольской церкви (современный адрес — Большая Московская ул., 66А) и близости к историческому центру города — Кремлю.
Современное название по постановлению президиума Владимирского горсовета от 24 декабря 1927 года.
18 сентября 1991 года на 14 сессии Владимирского городского Совета народных депутатов была утверждена Программа топонимической реставрации города Владимир, в том числе список улиц, чьи исторические названия подлежат восстановлению, улица Кремлёвская в их числе.

## Достопримечательности
Бывший Мариинский приют (дом причта Успенского собора) 

## Известные жители
д. 5 — Николай Николаевич Цветаев (1901—1980), советский партийный работник, военный деятель.